# 中原かおり
中原 かおり（なかはら かおり、1959年1月14日 - ）は、日本の詩人、文筆家。東京都品川区生まれ、神奈川県逗子市在住。日本ペンクラブ会員。

## 経歴
- 獨協大学法学部を卒業後、日産プリンス自動車販売（株）（現在は日産自動車に統合）に勤務。社内報を企画・取材等を一人で発行し、朝日新聞の人物紹介記事でも紹介される。
- 結婚後、1988年より音楽制作会社ビーイング（Being,Inc.)主催の作詞家講座へ通う。
- 1991年よりファースト・シーン（Being Groupの総合作家マネジメント会社）と作詞家契約を締結。
- 1992年5月 田中傑幸 『Lonely Dancin'』同年11月 西城秀樹 『ブーメランストレート』の作詞を行う（共に共作：T's Party名で発売）
- 2005年より五行歌を始め、2006年には歌集『私の、甘く悲しい一日』を出版。
- 2008年よりカルチャースクール・市民講座などで講師を務める。
- 2011年の東日本大震災の際に、被災地支援本として発行された詩集『いま あなたに私の詩を読んでほしいのです』に参加したのをきっかけに詩作へ転向。地元タウンニュース紙の詩のコーナーの担当をスタート。2022年時点で連載は300回を数える[1]。
- 2012年よりラジオ局、湘南ビーチFMで毎週月曜日放送「DAILY ZUSHI HAYAMA」内の「海からの詩」へ詩を提供し、現在では600回を超える長寿コーナーとなっている[2]。
- 2013年からは劇団の朗読会等に詩を提供。
- 2015年、詩集『海からの詩』を出版。読売新聞、毎日新聞等にインタビュー記事が掲載される。同じく2015年より、産経新聞の「産経書房」にて書評を担当[3]。
- 2023年よりYoutubeチャンネル「湘南えほん堂」にて大人向けに動画絵本を配信している。

## 著書
- 『私の、甘く悲しい一日』新風舎 （絵：葉祥明）2006年　ISBN 4-289-00441-5
- 『海からの詩』 小学館スクウェア 2015年　ISBN 978-4-7979-8431-6

### 詩集アンソロジー
- 『いま あなたに私の詩を読んでほしいのです』たんぽぽ出版 2011年  ISBN 978-4-901364-69-0

### エッセイアンソロジー
- 『椅子 コレクション5』かまくら春秋社 2020年  ISBN 978-4-7740-0804-2